# Diecéze Ala miliaria
Diecéze Ala miliaria je titulární diecéze římskokatolické církve.

## Historie
Ala miliaria, identifikovatelná s Bénian v dnešním Alžírsku, je starobylé biskupské sídlo nacházející se v římské provincii Mauretania Caesariensis.
Jsou známi čtyři biskupové této diecéze. Mensius je zapsán jako 33. v pořadí biskupů, které roku 484 pozval vandalský král Hunerich.
Další biskupové jsou známi díky archeologickým průzkumům ve 20. století. Nemessano, biskup donatista, je zapsán v epitafu, kde je také zmíněna jeho sestra Iulia Geliola. Další epitaf zmiňuje biskupa donatistu Donata. Poslední biskup je zmíněn v epitafu, ale jeho jméno není uvedeno. 
Dnes je diecéze využívána jako titulární biskupské sídlo; současným titulárním biskupem je Rainer Klug, emeritní pomocný biskup arcidiecéze Freiburg im Breisgau.

## Seznam biskupů
- Nemessano (404-422)
- Donatus (?-439)
- Neznámý
- Mensius (zmíněn roku 484)

## Seznam titulárních biskupů
- Nicholas Laudadio, S.J. (1964-1969)
- Antoni Adamiuk (1970-2000)
- Rainer Klug (od 2000)